# Charlotte Moundlic
Charlotte Moundlic est une autrice d'ouvrages pour la jeunesse née en 1970. Elle est également directrice artistique et éditrice de bandes dessinées.

## Biographie
Entrée en 1990 en tant que stagiaire au magazine « Pomme d'api », elle devient ensuite maquettiste à Images Doc puis à Okapi, puis en 1995 à Bayard Éditions jeunesse. Commence ensuite une carrière de directrice artistique, d'abord du magazine Je Bouquine. Puis, en 2003, du secteur jeunesse & Père Castor chez Flammarion. Elle entre en 2013 dans le groupe École des loisirs pour le lancement des Éditions Rue de Sèvres en tant que directrice artistique de l'ensemble du catalogue et éditrice de la partie jeunesse.
En parallèle, elle exerce depuis 2005 une activité d'auteure jeunesse et a publié une trentaine de titres albums illustrés et romans chez différents éditeurs (Flammarion, Albin Michel, Thierry Magnier et Lito),.
Son album « croûte » a été traduit en anglais (« Scar ») et en chinois (小伤疤, xiǎo shāngbā, « petite cicatrice »).
Mère de deux filles, elle habite à Les Lilas.

## Ouvrages

### Albums illustrées
- 2017 : 
  - Ça fait du bien de se lever le matin, illustré par Charlotte Gastaut, Albin Michel jeunesse
  - Une journée sans ma sœur, illustré par Charlotte Gastaut, Albin Michel jeunesse
  - Le jour pourri de mon élection, dessins de Ronan Badel, Albin Michel jeunesse
  - Ça fait du bien, illustré par Charlotte Gastaut, Albin Michel jeunesse
- 2014 :
  - La boum ou La plus mauvaise idée de ma vie, illustrations Olivier Tallec, Père Castor-Flammarion,
  - Chamalo fait des bêtises, illustrations Marion Billet, Père Castor-Flammarion
  - Chamalo va à la plage, illustrations Marion Billet, Père Castor-Flammarion
  - Le papa de Simon[4] : d'après une nouvelle de Guy de Maupassant / adaptation de Charlotte Moundlic ; illustrations de François Roca, Milan
- 2013 :
  - Chamalo aime l'école, illustrations Marion Billet, Père Castor-Flammarion
  - Chamalo dort chez Papouille, illustrations Marion Billet, Père Castor-Flammarion
  - Chamalo fête Noël, illustrations Marion Billet, Père Castor-Flammarion
- 2012 : 
  - Chamalo prend le train, illustrations Marion Billet, Père Castor-Flammarion
  - Chamalo prête son pot, illustrations Marion Billet, Père Castor-Flammarion
  - Chamalo va chez le docteur, illustrations Marion Billet, Père Castor-Flammarion
  - Mon cœur en miettes ou Les plus beaux jours de ma vie, illustrations Olivier Tallec, Père Castor-Flammarion
- 2011 :
  - Après la tempête, illustrations de François Roca, Albin Michel jeunesse
  - Chamalo est jaloux, illustrations Marion Billet, Père Castor-Flammarion
  - Chamalo et la galette des rois, illustrations Marion Billet, Père Castor-Flammarion
  - Chamalo et sa baby-sitter, illustrations Marion Billet, Père Castor-Flammarion
  - Le slip de bain, illustrations de Olivier Tallec, Père Castor-Flammarion
  - Chamalo ne veut pas manger sa soupe, illustrations Marion Billet, Père Castor-Flammarion
  - Chamalo va à la piscine, illustrations Marion Billet, Père Castor-Flammarion
- 2010 :
  - Chamalo a peur de tout, illustrations Marion Billet, Père Castor-Flammarion
  - Chamalo cherche les œufs de Pâques, illustrations Marion Billet, Père Castor-Flammarion
  - Chamalo fête son anniversaire, illustrations Marion Billet, Père Castor-Flammarion
  - Chamalo ne veut pas prêter, illustrations Marion Billet, Père Castor-Flammarion
  - Chamalo ne veut pas se coucher, illustrations Marion Billet, Père Castor-Flammarion
  - Chamalo rentre à l'école, illustrations Marion Billet, Père Castor-Flammarion
  - Je veux des lunettes !, co-écrit avec Véronique Deiss, Albin Michel Jeunesse
  - Ma bonne petite journée à la crèche, illustré par Charlotte Gastaut, Lito
  - Maminie, co-écrit avec Hervé Legoff, Père Castor
  - Chamalo, illustrations Marion Billet, Père Castor-Flammarion
- 2009 : 
  - La croûte, Olivier Tallec, Père Castor[5],[6]
  - Juste en fermant les yeux[7] , Thierry Magnier
- 2007 : Garde à vous, les poux !, co-écrit avec Fabrice Parme, Père Castor-Flammarion

### Romans
- 2016 : Petit maboul : roman, Thierry Magnier
- 2015 : Je suis le fruit de leur amour, Thierry Magnier
- 2012 : Seul sous la pluie, Thierry Magnier
- 2011 : Presque ado, Thierry Magnier
- 2010 : Les invités, Thierry Magnier
- 2008 : Petite maboule, Thierry Magnier